# Флаги Мурманской области
Список флагов муниципальных образований Мурманской области Российской Федерации.
На 1 января 2016 года в Мурманской области насчитывалось 40 муниципальных образований — 12 городских округов, 5 муниципальных районов, 13 городских и 10 сельских поселений.
С 1 января 2021 года:
- 6 городских округов;
- 7 муниципальных округов;
- 4 муниципальных района, в том числе:
  - 10 городских поселений;
  - 19 сельских поселений.

## Действующие флаги
| Флаг | Наименование                                                               | Дата утверждения | Номер в ГГР |
| ---- | -------------------------------------------------------------------------- | ---------------- | ----------- |
|      | Флаг муниципального округа город Апатиты с подведомственной территорией    | 25 июня 2013     | 8735        |
|      | Флаг Ковдорского муниципального округа                                     | 10 декабря 2007  | 3810        |
|      | Флаг муниципального округа город Мончегорск с подведомственной территорией | 2 сентября 2004  | 1546        |
|      | Флаг муниципального округа город Оленегорск с подведомственной территорией | 25 августа 2015  | 10493       |
|      | Флаг Печенгского муниципального округа                                     | 14 сентября 2018 | 11996       |

| Флаг | Наименование                | Дата утверждения | Номер в ГГР |
| ---- | --------------------------- | ---------------- | ----------- |
|      | Флаг ЗАТО посёлок Видяево   | 31 января 2006   | 2185        |
|      | Флаг ЗАТО город Заозёрск    | 21 сентября 2005 | 1995        |
|      | Флаг ЗАТО город Североморск | 20 апреля 2001   |             |

| Флаг | Наименование                              | Дата утверждения | Номер в ГГР |
| ---- | ----------------------------------------- | ---------------- | ----------- |
|      | Флаг Кандалакшского муниципального района | 26 декабря 2013  | 9140        |
|      | Флаг Терского муниципального района       | 27 октября 2011  | 7793        |

| Флаг | Наименование                                                | Дата утверждения | Номер в ГГР |
| ---- | ----------------------------------------------------------- | ---------------- | ----------- |
|      | Флаг территориального округа Полярный ЗАТО Александровск    | 26 сентября 2001 | 891         |
|      | Флаг территориального округа Снежногорск ЗАТО Александровск | 20 августа 2003  | 1284        |

| Флаг | Наименование                                                  | Дата утверждения | Номер в ГГР |
| ---- | ------------------------------------------------------------- | ---------------- | ----------- |
|      | Флаг городского поселения Зеленоборский Кандалакшского района | 2 июля 2015      | 10550       |
|      | Флаг городского поселения Кандалакша Кандалакшского района    | 26 февраля 2008  | 3965        |
|      | Флаг муниципального образования город Кола Кольского района   | 15 марта 2016    | 10950       |

| Флаг | Наименование                                             | Дата утверждения | Номер в ГГР |
| ---- | -------------------------------------------------------- | ---------------- | ----------- |
|      | Флаг сельского поселения Алакуртти Кандалакшского района | 28 октября 2010  | 6534        |
|      | Флаг сельского поселения Зареченск Кандалакшского района | 23 марта 2016    | 10958       |
|      | Флаг сельского поселения Териберка Кольского района      | 17 февраля 2014  | 9198        |

## Флаги упразднённых поселений
| Флаг | Наименование                                                        | Дата утверждения | Номер в ГГР |
| ---- | ------------------------------------------------------------------- | ---------------- | ----------- |
|      | Флаг муниципального образования город Заполярный Печенгского района | 20 апреля 2007   |             |
|      | Флаг городского поселения Печенга Печенгского района                | 10 марта 2011    | 6770        |

| Флаг | Наименование                                          | Дата утверждения | Номер в ГГР |
| ---- | ----------------------------------------------------- | ---------------- | ----------- |
|      | Флаг сельского поселения Корзуново Печенгского района | 7 июня 2012      | 7745        |

## Упразднённые флаги
| Флаг | Наименование                                                | Дата утверждения | Дата отмены      |
| ---- | ----------------------------------------------------------- | ---------------- | ---------------- |
|      | Флаг ЗАТО город Заозёрск                                    | 1998             | 21 сентября 2005 |
|      | Флаг муниципального образования город Кола Кольского района | 29 апреля 2003   | 15 марта 2016    |